# 停車場訊息資料系統
停車場訊息資料系統，是由澳門特別行政區政府交通事務局安裝於澳門各區的一個顯示牌，讓駕駛者可透過該系統的顯示牌預先知道附近三個停車場的空置車位數目，以便及早作出停泊地點的決定。

## 設立系統背景
由於澳門近年經濟急速發展，車輛數目亦不斷增加，令至原本已非常緊張的車位更顯不足。雖然政府致力尋找興建更多公共停車場及增加泊車位，但仍然未能滿足需求。
由於現時，一般駕駛者都要到達停車場入口處時，才可知道停車場的車位空置情況，如果停車場沒有空位，駕駛者就得轉往其他停車場再找。然而，這種尋找泊車位的方式，既浪費時間又增加不必要的交通壓力。為有效改善駕駛者此情況，提高泊車的方便性和減低汽車廢氣排放，交通事務局由2009年起分階段建立停車場訊息資料系統。

## 系統運作方式
系統透過收集各停車場的車位空置數目，將資料傳送到位於交通事務局的數據中心，經整理後發送到位於各路段上的顯示牌，讓駕駛者看到。

### 首階段計劃
首階段計劃設置了資料採集點的停車場包括：栢寧停車場、栢湖停車場和栢濤停車場。並在水坑尾街、南灣大馬路、羅理基博士大馬路及蘇亞利斯博士大馬路安裝顯示牌，並正進行測試。

## 爭議
普遍駕駛者對系統都有一定意見。
- 如有駕駛者認為顯示牌有作用，但認為應該加入英文和葡萄牙文標示。
- 亦有駕駛者認為，駕車時難以清楚看到顯示牌。
- 有駕駛者則希望，顯示牌設置在較近停車場的位置，以免令顯示的空置車位數目有差異。